# Matthias Nowak
 Matthias Nowak (* 11. Januar 1966 in Hagen) ist ein deutscher Fußballtrainer und Kognitiver Trainer.

## Trainerkarriere
Bei seiner ersten Trainerstation trainierte Nowak 1992 als Cheftrainer die U-13 seines Heimatvereins SSV Hagen.
Seinen ersten Vertrag im Leistungsfußball unterschrieb er für die Saison 2008/2009 als Techniktrainer der U17-Juniorinnen bei der SG Wattenscheid 09.
Von 2009 bis 2017 trainierte er als Techniktrainer anfangs die U-17 Juniorinnen des FC Bayern München, dann noch zusätzlich die 2. Frauenmannschaft (2. Bundesliga-Süd) und schließlich ab der Saison 2011/12 die Bundesliga-Frauen. 2012 wurde Nowak dann mit den Bundesliga-Frauen Deutscher Pokalsieger 2012. Mit der U17 gewann Nowak insgesamt dreimal die Deutsche Meisterschaft (2013, 2015, 2016) und mit den Frauen feierte er zwei Meisterschaften (2015 und 2016). Danach wechselte er in den Juniorteam-Bereich des FC Bayern München und trainierte sämtliche Juniorenteams im Bereich des kognitiven Trainings. 2017 veröffentlichte Nowak zusammen mit seinem Co-Autor, den Journalisten Jörg Seewald sein Trainingsbuch Beweg dein Hirn für mehr Kreativität und Lebensqualität beim GU-Verlag in München. Mittlerweile geht das Buch in seine 3. Auflage und ist Bestseller. Auch seine Fußball-DVD „Clevere Tricks für Kinder“ (erschienen bei 1x1 Sport) wurde international zum Bestseller. Im September 2017 löste Nowak seinen Vertrag beim FC Bayern München aus und ist seitdem vereinslos. 2018 finalisierte Nowak sein neues Trainingskonzept „Deep Learning“ – Spitzenleistungen im Fußball in Zusammenarbeit mit Thomas Schack und Dr. Ludwig Vogel.

## Erfolge
2012 wurde Nowak dann mit den Bundesliga-Frauen Deutscher Pokalsieger 2012. Mit der U17 gewann Nowak insgesamt dreimal die Deutsche Meisterschaft (2013, 2015, 2016) und mit den Frauen feierte er zwei Meisterschaften (2015 und 2016).

## Publikationen
- Beweg Dein Hirn. Gräfe und Unzer Verlag, München 2017, ISBN 978-3-8338-6101-7.

### E-Books
- Chaos-Spielformen: Technik- und Kreativtraining. 2018